# Giga New York
A Tesla Giga New York (vagy Gigafactory 2) egy fotovoltaikus (PV) cellagyár, amelyet a Tesla leányvállalata, a SolarCity bérel a New York állambeli Buffalóban. A New York állam tulajdonában lévő gyárat egy korábbi acélgyárból rehabilitált barnamezős területen építették. A gyár építése 2014-ben kezdődött és 2016-2017-ben fejeződött be.
2013-ban a Giga New York telephelyét tiszta energiával foglalkozó üzleti inkubációs központnak tervezték. Mivel a SolarCity 2014-ben felvásárolta a Silevót, majd két évvel később beolvadt a Teslába, a gyárat is tervbe vették. A gyár a Panasonic-kal partnerségben 2017-ben kezdte meg a fotovoltaikus modulok korlátozott összeszerelését importált japán fotovoltaikus cellák felhasználásával. A modulok kereskedelmi célú gyártását 2017-ben kezdte meg. A SolarCity 2018-ban kezdte meg az egyedi napelemek gyártását. 2019 végén vagy 2020 elején a Tesla megkezdte a gyárban gyártott "Solar Roof" termékének 3. verziójának kereskedelmi telepítését.
2020 elejére a Tesla több mint 1500 főre növelte a gyárban dolgozók számát, de a Panasonic 2020-ban leállította a gyárban a napelemek gyártását. 2020 első felében a COVID-19 járvány miatt csökkent a gyárban a foglalkoztatás.